# Fulgurofusus benthocallis
Fulgurofusus benthocallis är en snäckart som först beskrevs av James Cosmo Melvill och Standen 1907.  Fulgurofusus benthocallis ingår i släktet Fulgurofusus och familjen Turbinellidae. Inga underarter finns listade i Catalogue of Life.